# Puerto Comercial Bahía Blanca
Club Atlético Puerto Comercial – argentyński klub piłkarski z siedzibą w portowej dzielnicy miasta Bahía Blanca Ingeniero White, w prowincji Buenos Aires.

## Osiągnięcia
- Udział w mistrzostwach Argentyny Nacional: 1974
- Mistrz prowincjonalnej ligi Liga del Sur (14): 1920, 1924, 1926, 1927, 1928, 1931, 1935, 1936, 1937, 1941, 1943, 1958, 1973, 1989

## Historia
Klub założony został 1 sierpnia 1915 roku i gra obecnie w lidze prowincjonalnej Liga del Sur.